# Кейтис, Клей
Клей Кейтис (англ. Clay Kaytis) — американский режиссёр и аниматор.

## Биография
Клей Кейтис начал свою карьеру в 1994 году в качестве аниматора на Walt Disney Animation Studios. Работал над созданием второстепенных персонажей во множестве известных мультфильмов, среди которых «Покахонтас» (1995), «Горбун из Нотр-Дама» (1996), «Геркулес» (1997), «Мулан» (1998), «Тарзан» (1999), «Фантазия 2000» (2000), «Похождения императора» (2000), «Планета сокровищ» (2002), «Не бей копытом» (2004), «Цыплёнок Цыпа» (2005), «В гости к Робинсонам» (2007), «Супер Рино» (2009), «Бумажный роман» (2012), «Ральф» (2012), «Конь-огонь» (2013), «Холодное сердце» (2013).
Позже, будучи супервайзером анимации, руководил группами аниматоров при работе над мультфильмами «Вольт» (2008) и «Рапунцель: Запутанная история» (2010), а также короткометражкой «Рапунцель: Счастлива навсегда» (2012).
В 2013 году, после 19 лет работы, он покинул студию.
В 2016 году дебютировал в качестве режиссёра в мультфильме «Angry Birds в кино», где также озвучил птицу-официанта Клейтона.
В 2018 году вышел дебютный полнометражный фильм Кейтиса — «Рождественские хроники».
Женат на Монике Лаго-Кейтис.

## Фильмография

### Режиссёр
- Angry Birds в кино (2016)
- Рождественские хроники (2018)

### Cупервайзер анимации
- Вольт (2008)
- Рапунцель: Запутанная история (2010)
- Рапунцель: Счастлива навсегда (2012)

### Продюсер
- Рождественские хроники 2 (2020)

## Награды и номинации
| Год  | Награда                       | Категория                                                         | Работа                        | Результат |
| ---- | ----------------------------- | ----------------------------------------------------------------- | ----------------------------- | --------- |
| 2009 | Visual Effects Society Awards | Лучший анимационный персонаж в анимационном художественном фильме | Вольт                         | Номинация |
| 2011 | Visual Effects Society Awards | Лучшая анимация в анимационном художественном фильме              | Рапунцель: Запутанная история | Номинация |